# Desiré Thomassin

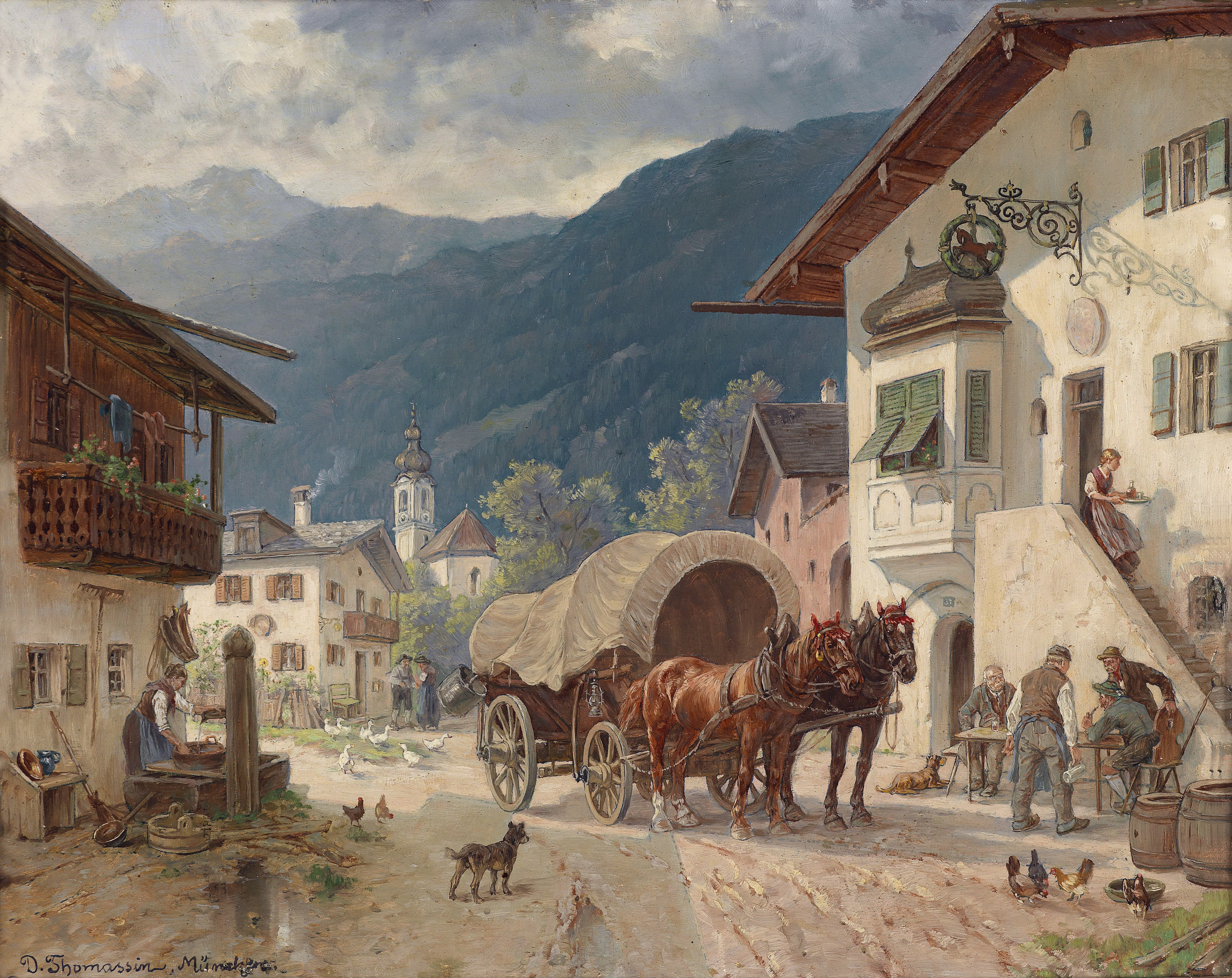
Pintura de Thomassin Rast vor dem Wirtshaus.

Desiré Thomassini (Viena, Àustria, 11 de febrer de 1858 - Múnic, Alemanya, 24 de març de 1933) fou un pintor i compositor austríac.
Fou deixeble de Rheinberger i Hieber, i després estudià en la Reial Escola de Música de Múnic. Produí gran quantitat de música, entre la que destaca:
- diverses misses, entre elles una Missa solemnis amb orquestra;
- cors a 4 i 8 parts;
- Cants;
- Simfonies;
- Obertures;
- Rapsòdies;
- un Concert per a violí;
- dos Trios i dos Quartets per a instruments d'arc;
- un Quintet amb piano;
- un Quartet per a piano, oboè, violí i violoncel;
- Sonates, per a piano, per a violí i per a violoncel, etc.